# 孔塞普西翁維斯塔
孔塞普西翁維斯塔（西班牙語：Concepción Huista），是危地馬拉的城鎮，位於該國西北部，由韋韋特南戈省負責管轄，面積136平方公里，海拔高度2,102米，2002年人口16,961，人口密度每平方公里124.71人。
15°37′29″N 91°39′54″W / 15.62472°N 91.66500°W